# Metal gótico
Se llama metal gótico (en inglés: Gothic Metal o Goth Metal) a una tendencia y género musical que comenzó tomando inspiración tanto del doom metal (el cual nació del heavy metal) como del rock gótico y de la subcultura gótica. Suele abordar temas relacionados con el amor, la pasión, la soledad, la tristeza, la sangre, la sensualidad, sexualidad, inocencia y la oscuridad, y toma influencia de la poesía, el vampirismo, la literatura, la filosofía y el romanticismo.

## Pioneros
Los pioneros fueron bandas como Type O Negative, Paradise Lost y My Dying Bride con algunos de sus trabajos, y más tarde, Tristania, The Sins of Thy Beloved, The Gathering, Theatre of Tragedy, Tiamat, Moonspell, Lacrimas Profundere entre muchos otros (la mayoría bandas de Europa), terminarían de consolidar el género.

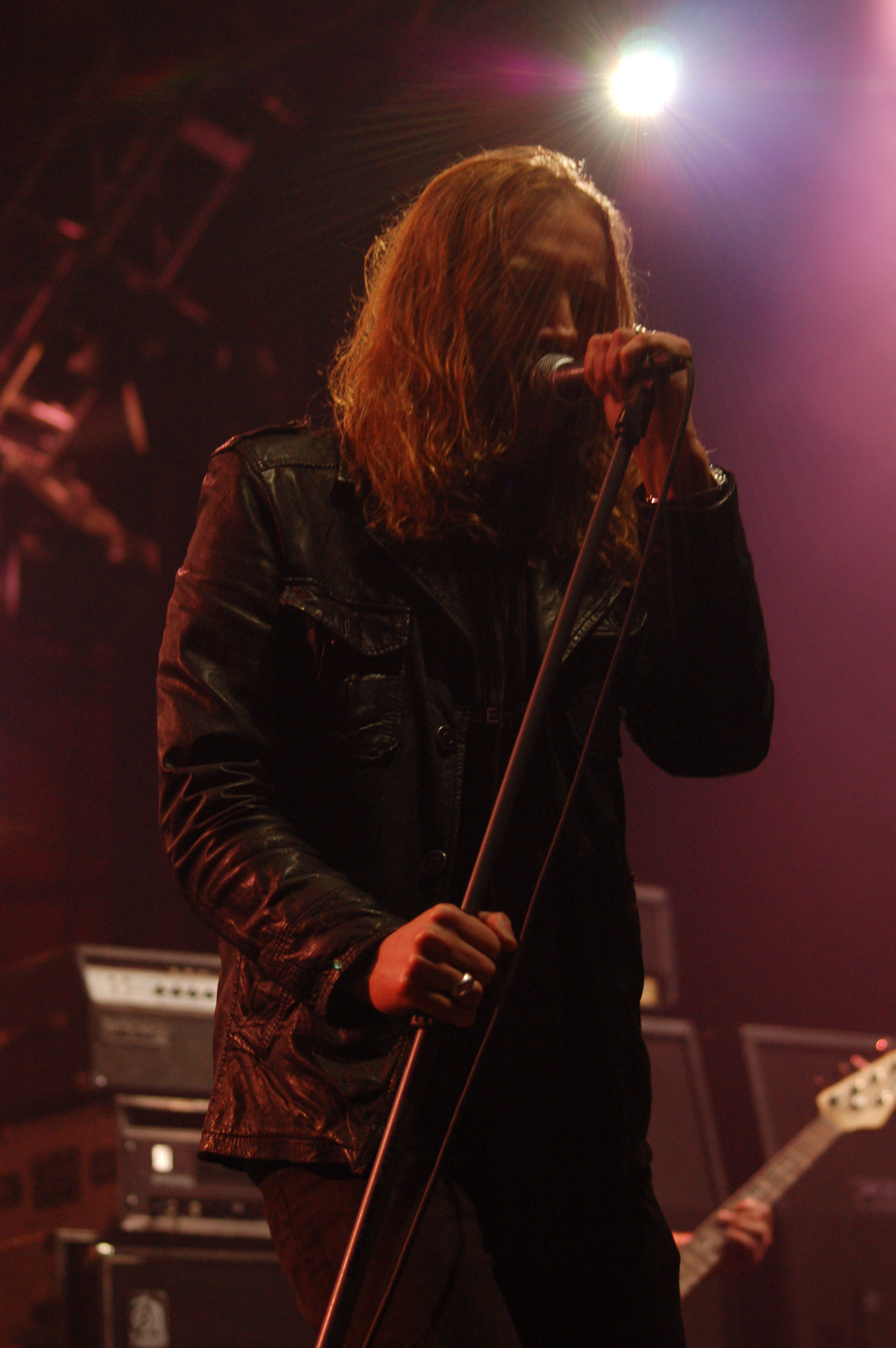
Nick Holmes, vocalista de Paradise Lost

Muchas bandas han incluido influencia de música clásica a su música, añadiendo así pianos, violines, entre otros. Otras bandas han sido también más fieles al rock gótico o darkwave incluyendo así caja de ritmos, sintetizadores, voces barítonas y/o ásperas, junto a guitarras más decadentes típicas del ambiente gótico/siniestro. También hubo bandas que empezarían a agregar influencias de estilos como el Synth Rock, industrial y sonidos más electrónicos a su música, creando así una fusión más adentrada al Darkwave y el Rock Gótico, como es el caso de la banda Theatres Des Vampires en su álbum Suicide Vampire. 
Algunas de las formaciones en años posteriores (ejemplo de esto sería los álbumes Host de Paradise Lost, Sin / Pecado y Butterfly FX de Moonspell o A Deeper Kind Of Slumber de Tiamat entre otros) usarían estas influencias. Todo se trata de una fase de experimentación para algunas de estas bandas, que luego optarían por recuperar el sonido pesado de sus guitarras y otras seguirían la experimentación alejándose totalmente del subgénero e incluso dejando la influencia gótica. (Anathema por ejemplo se decantó por lo atmosférico y progresivo y otras tantas seguirían ancladas al subgénero definitivamente.
Las dos primeras oleadas fueron las que experimentaron con cosas antes no vistas, fusionando elementos del metal extremo y el gótico/siniestro, creando lo que sirvió de inspiración a bandas posteriores.
Este género se desarrolló más en el continente europeo, EE.UU vivió la aparición del género con bandas como Type O Negative, que se encargarían de fusionar las guitarras pesadas influenciadas por grupos como Black Sabbath con un estilo musical que comunica el ambiente del rock gótico. Más tarde aparecerían siguiendo el camino trazado por ellos, la banda The 69 Eyes, la cual había editado anteriormente trabajos en los que practicaban glam rock, estilo que abandonarían para pasarse al metal gótico. Los cantantes góticos Eva O y su esposo Rozz Williams de la banda de Death Rock Christian Death terminarían creando un proyecto de Rock Gótico, Death Rock y Gothic Metal de nombre  Shadow Project.

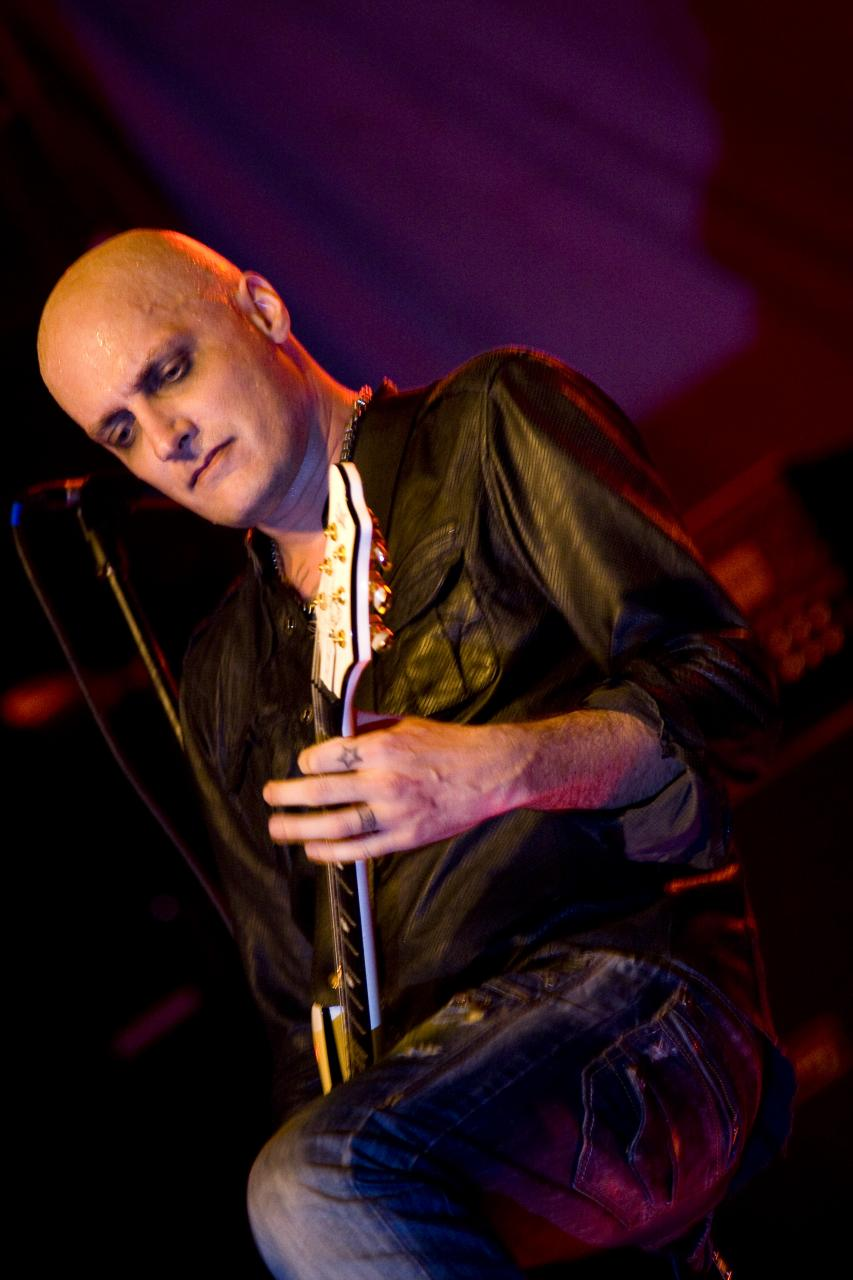
Johan Edlund, vocalista y guitarrista de Tiamat y Lucyfire

## Características

### Estilos vocales
Los estilos vocales usados generalmente en el metal gótico van desde las voces guturales al estilo Death Metal o Black Metal hasta las voces limpias y melódicas como las voces barítonas o con tonos graves, la voz soprano, el mezzosoprano, tenor, cantos gregorianos, coros, e incluso voces que recuerdan la música pop. Por lo general las bandas usan combinaciones de todos estos tipos de cantos para causar un ambiente teatral y poético. No obstante, el estilo típicamente usado es "la bella y la bestia" que consiste en la combinación de cantos sopranos o mezzosopranos femeninos con guturales masculinos.
Como ya se mencionó antes, los orígenes del estilo se encuentran en formaciones de Doom metal principalmente. Sin embargo, diversas bandas se han inspirado en la escena "batcave" (escena gótica tradicional), con respecto a la forma de cantar para darle así un mayor ambiente gótico al asunto. Basándonos en ello, podemos entender que entre los estilos vocales tenemos tanto las voces guturales o limpias del Doom Metal y cantos típicas del Rock Gótico, Darkwave, entre otros, como por ejemplo: las voces limpias, generalmente barítonas o con tonos graves, susurros, voces confusas, e incluso rasgadas pero sin caer en la voz gutural. Normalmente todas estas tendiendo a crear un ambiente siniestro, oscuro y sombrío típicos de la música gótica y el Doom Metal.
Sobre la base de esto se dieron ciertos fenómenos, como por ejemplo el hecho de que diversas bandas que iniciaron tocando Doom Death Metal fueron alejándose de esto y fueron empezando a incorporar voces limpias, generalmente barítonas o con tonos graves, heredadas del rock gótico, un ejemplo de esto sería Johan Edlund, vocalista de Tiamat y Lucyfire o el fallecido Peter Steele de Type O Negative. También pueden llegar a escucharse voces más ásperas en algunos momentos de las carreras de estas bandas. Ejemplo de esto serían el álbum Wildhoney de Tiamat o los trabajos Icon y Draconian Times de Paradise Lost. Y también tenemos las bandas que combinan ambos estilos: tanto la gutural como las voces limpias, pero sin perder el ambiente oscuro y tenebroso, y en algunos casos híbrido entre alegre y tenebroso, el cual es un contraste usado en toda la música gótica en general.

### Temas abarcados en las canciones
Entre los contenidos más típicos existe una gran influencia del romanticismo, el cine expresionista alemán, la literatura y el cine de horror (fantasmas, pesadillas, vampiros, entre otros...), incluyendo temas como la religión, la mitología, leyendas, el ocultismo, la introspección, el amor, el odio, la filosofía, historias sobre personajes como el héroe Byroniano, incluyendo temas de la vida en general que son tratados desde una perspectiva oscuramente introspectiva o con tendencia al nihilismo. Otras bandas gracias a la influencia del Doom Metal tienden más bien a temáticas como el existencialismo y la depresión entre otros sentimientos fuertes.

## Desarrollo

### La Bella y la Bestia

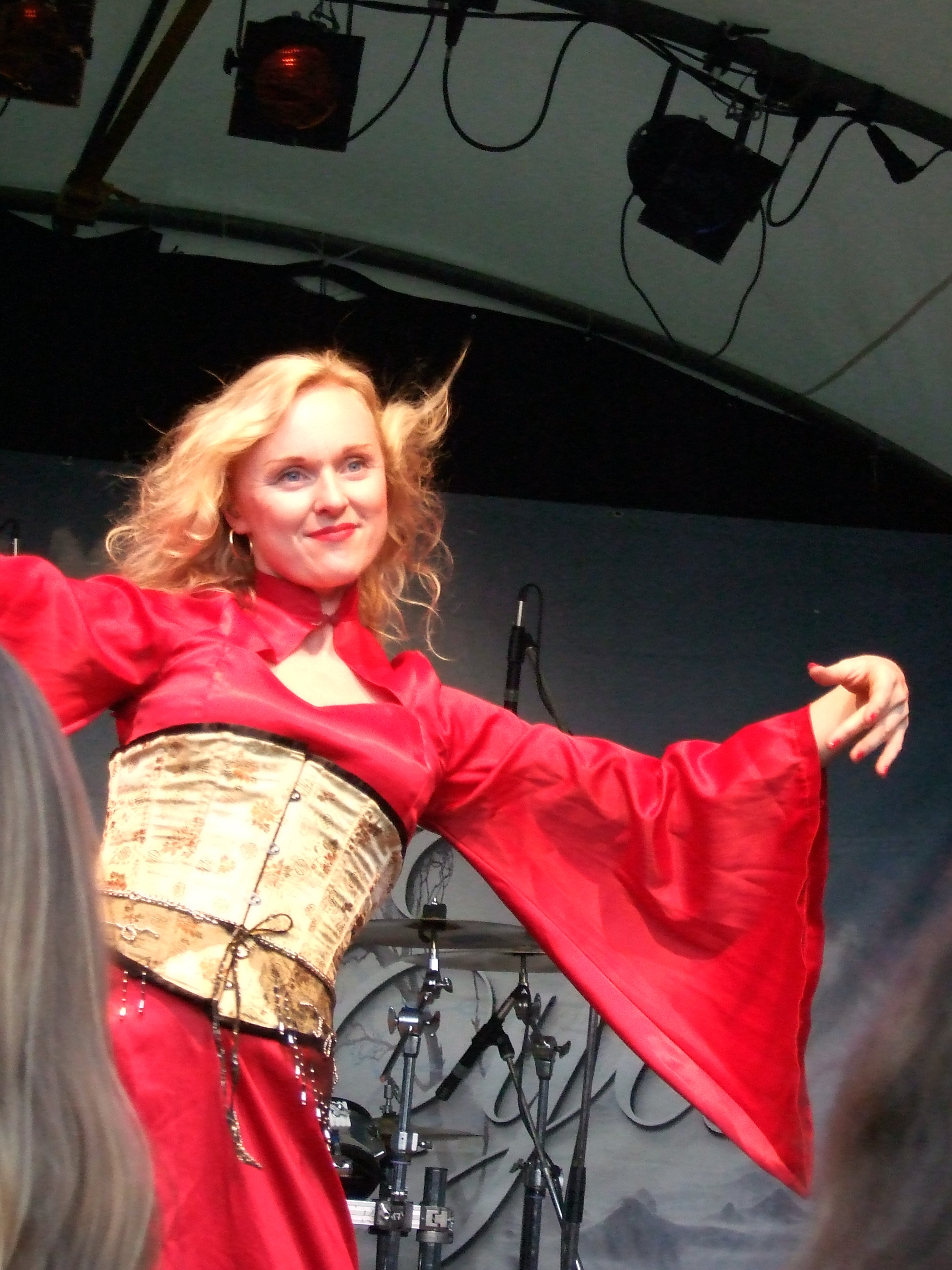
Liv Kristine, exvocalista de Leaves' Eyes y Theatre Of Tragedy. Ahora como solista en proyecto personal y colaboradora en The Sirens.

El término "la bella y la bestia" se refiere a los contrastes de una voz limpia femenina angelical o soprano con cantos agresivos o guturales masculinos. Cabe destacar y aclarar, que esta técnica no determina si una banda es Metal Gótico o no, pues existen bandas de Death Doom, Funeral Doom, Black Metal, Death Metal Sinfónico y Metal Sinfónico/Melódico que usan esta técnica y poco o nada tienen que ver con el Metal Gótico. 
Paradise Lost y The Gathering ya había hecho uso de esta técnica en algunas canciones de sus primeros álbumes, pero son los noruegos Theatre of Tragedy con el lanzamiento de su primer LP homónimo el pionero en consagrar la utilización de la técnica en 1995. El segundo álbum Velvet Darkness They Fear llegó al siguiente año.

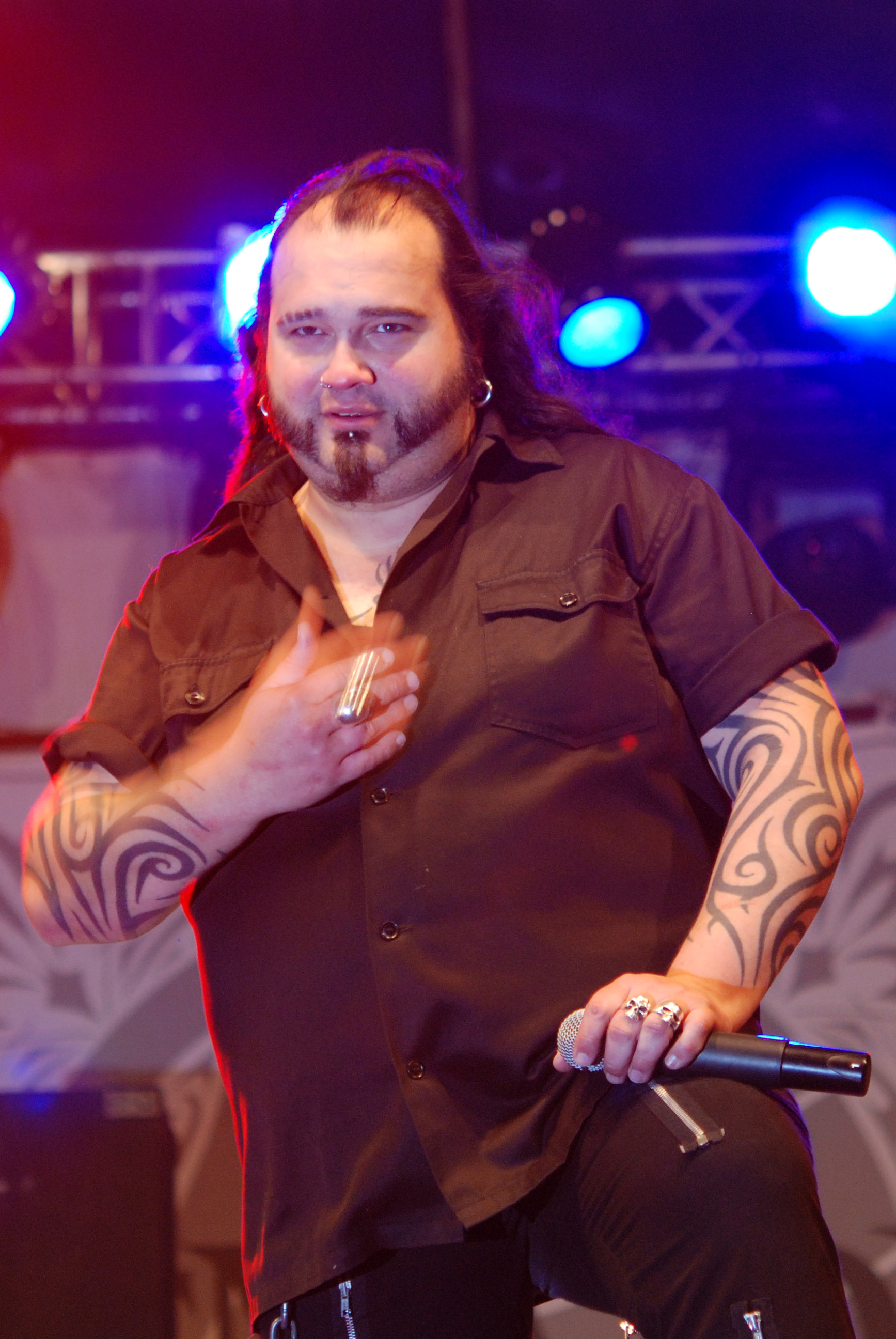
Félix, vocalista de Crematory

Otras agrupaciones que contrastan vocales masculinos agresivos y vocales femeninos limpios continuaron surgiendo en la década de los noventa. Trail of Tears se formó en 1994, mientras surgieron Tristania y The Sins Of Thy Beloved en 1996. Los tres grupos noruegos lanzaron sus álbumes debut en 1998.
Tristania se aparta de los otros grupos, con su uso de tres estilos vocales distintos: el soprano operístico de Vibeke Stene, el barítono de Østen Bergøy y el estilo gutural tipo death-black metal de Morten Veland. En su segundo álbum Beyond The Veil de 1999 se usaron coros de diez miembros y pasajes destacados del violín de Pete Johansen, colaborador también en The Sins Of Thy Beloved y posteriormente en Sirenia. Por entonces, la banda había subido a la cima del metal gótico con estilo sinfónico.
Luego, futuramente tuvieron una gran perdida en el peso creativo de la composición y de la imagen cuando el cantante, guitarrista y compositor principal Morten Veland dejó el grupo para formar Sirenia, aunque Tristania ha continuado prosperando aunque alejándose del Metal Gótico de sus primeros trabajos.
La banda Crematory a partir del álbum Act Seven usarían una técnica similar pero usando las voces guturales de su principal cantante, Gerhard "Felix" Stass junto a las limpias y melódicas de Matthias Hechler y alguna colaboración de otros/as artistas. Tratándose en este caso de dos cantantes masculinos. La banda también fue incorporando elementos electrónicos en algunos de sus trabajos, por parte de su pianista Katrin Jüllich. En 2015, Matthias Hechler dejó de estar en la banda.
Por esta década, la técnica de "la bella y la bestia", ha florecido con muchos representantes por el continente europeo. Cradle of Filth también se hizo conocido por hacer uso de esta técnica a través de vocalistas invitadas Liv Kristine y Sarah Jezebel Deva. Algunos críticos se lamentan que el acercamiento a esta técnica ha provocado la desaparición de innumerables bandas, al punto que se ha vuelto un cliché en el género del metal gótico el uso o aparición de una vocalista femenina en la banda.

### Relación entre Metal gótico y Black Metal

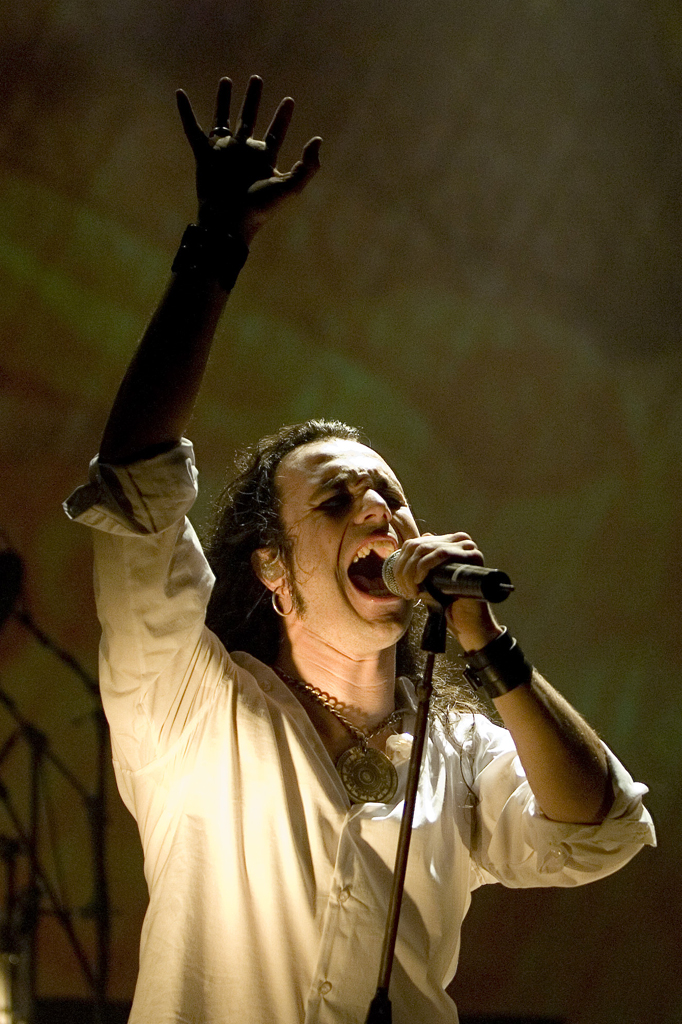
Fernando Ribeiro, vocalista de Moonspell

La banda portuguesa Moonspell debutó en 1994 con Under The Moonspell, uno de los lanzamientos más importantes del black metal de los primeros años noventa. La música en este EP fue atmosférica con influencias del folk del Oriente Medio, a través del uso de músicos invitados en la flauta, violín, timbal, gonges y voces árabes. Con la fuerza de este EP, la banda se puso al frente en la escena del metal portugués y firmaron un contrato con la importante disquera independiente alemán Century Media Records. 
Moonspell lanzó su primer álbum de larga duración Wolfheart en 1995, haciendo una transición en el metal gótico incorporando los elementos del género: esquemas líricos mórbidos, estructuras tristes y meláncolicas o teclados ambientales. Mientras la música de Moonspell siempre ha coqueteado entre la música heavy metal y la subcultura gótica, la inspiración para este primer álbum todavía era black metal inspirado por Celtic Frost y Bathory. Su siguiente álbum, Irreligious, fue editado en 1996 y en él se puede encontrar la inspiración de Type O Negative usando más voces barítonas. Otras influencias que Moonspell ha reconocido incluyen grupos de rock gótico como The Sisters Of Mercy y sobre todo Fields Of The Nephilim por su voz baritona. Wolfheart había causado una sensación menor en el subsuelo europeo con sus himnos épicos más cercanos al metal extremo mientras Irreligious había reforzado su posición como los heraldos del movimiento de metal gótico.

En 1998, su tercer álbum titulado Sin / Pecado, la banda experimenta un cambio radical en lo que se conocía de Moonspell, incorporando sonidos electrónicos. Moonspell había evolucionado rápidamente en uno de los mayores exponentes de la escena del metal gótico europeo, sin embargo en el proceso, la banda se había desvinculado de su relación con el black metal. Su siguiente trabajo supondría su trabajo más experimental, un trabajo donde se añadía a su particular sonido, música de corte rock industrial. En este trabajo recuperarían las voces rasgadas o agresivas que lo emparentaban con el black metal. Después de este trabajo la banda dejaría de experimentar para centrar su sonido entre metal gótico y el black metal, usando en cada trabajo o composición más elementos de un género u otro.
El grupo inglés Cradle Of Filth ha combinado las guitarras pesadas y distintivas del black metal y voces guturales, con el fuerte cliché de la imaginería gótica. Mientras otros grupos incluyeron los adornos góticos en su música, Cradle Of Filth es una banda que ha conseguido volver dos estilos en uno sólido, haciendo una música gótica con muchos de los elementos que la definen y a la vez ser igual de agresivo que el black metal. El sonido consiste en la fórmula del teclado extenso, vocales operísticos intermitentes, guitarras rápidas y agresivas junto las voces rasgadas típicas del black metal, las cuales se combinaban con otros tonos tanto graves como agudos.
Durante años ha recibió una recepción mixta de ambas escenas, no obstante, en la escena clásica del black metal original, Cradle of Filth es una banda polémica, debido a los esfuerzos de la banda por romper el molde o estereotipos del black metal, mofándose los más radicales y cerrados de mente, acusando a la banda de su comercialización y abandono del underground, en el cual la banda se sentía orgullosa de su herencia generacional en el black metal.
El grupo entró en un proceso de transformación a través de algunos cambios de sus miembros, algunos de los cuales formaron otro grupo de metal gótico The Blood Divine, con el exvocalista de Anathema, Darren White.
Los trabajos más importantes y reconocidos de la banda han sido los editados entre el año 1994 y 2000: The Principle Of Evil Made Flesh, Dusk... And Her Embrace, Vempire Or Dark Fairy Tales In Phallustein, Cruelty And The Beast y Midian, aunque después han seguido con éxito su carrera editando muchos otros trabajos de la misma calidad.

### Relación entre Metal gótico y Metal sinfónico

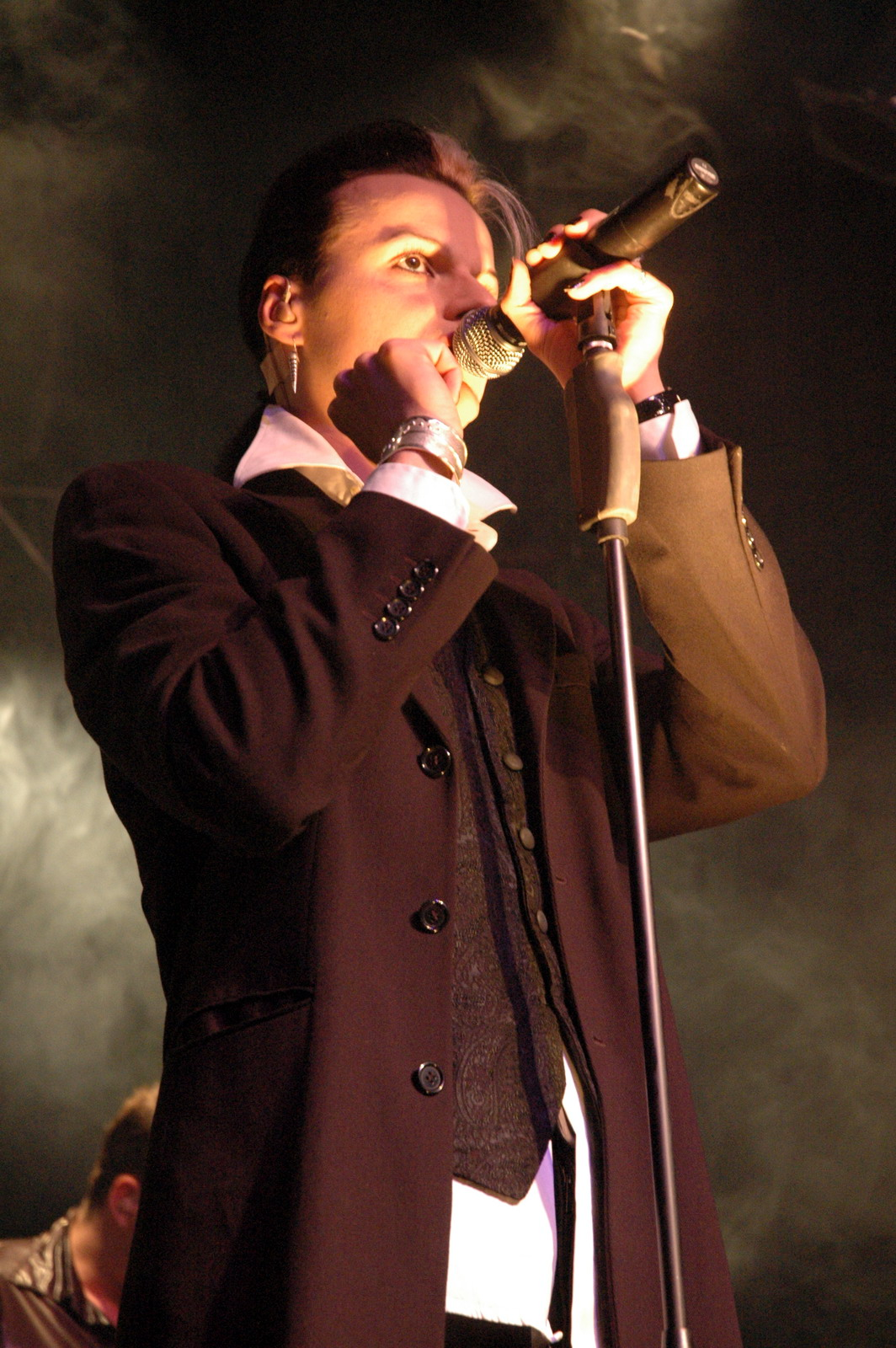
Tilo Wolff, vocalista y compositor de Lacrimosa

La música y letras de la subcultura gótica se vería fusionada con lo sinfónico y la música clásica de la mano del dueto Lacrimosa, formación que en posteriores discos también agregarían influencias del metal gótico, llegando a colaborar con numerosas formaciones de heavy metal en diversas vertientes, por ejemplo, Atrocity o Kreator. No sería hasta el año 1993 cuando Lacrimosa pasó a ser un dueto y no solo un proyecto de Tilo Wolff, formando parte de Lacrimosa la cantante y pianista Anne Nurmi. Han llegado a grabar con la Orquesta Sinfónica de Londres
En álbumes como Fassade o Lichtgestalt es donde se puede encontrar guitarras duras inspiradas en el metal gótico.
Therion formación creada por Christofer Johnsson, sería una banda que empezaría practicando death metal para posteriormente fusionar elementos del heavy metal con instrumentos sinfónicos, orquestas y reminiscencias de la música clásica. Su vinculación con el metal gótico es esporádica, agregando elementos de este género y de la subcultura gótica en algunos de sus trabajos, como por ejemplo, en su aclamado álbum Theli, en canciones como Cult Of The Shadows.
Los anteriormente citados Tristania no fue la única banda de metal gótico que tuvo un borde sinfónico en su música después de la aparición de Therion.
Influenciado por Paradise Lost, Anathema y My Dying Bride junto a The Gathering o Theatre Of Tragedy la formación holandesa Within Temptation se fundó en 1996. Su álbum debut Enter se editó al siguiente año, seguido brevemente por un EP llamado The Dance. Ambos lanzamientos hicieron uso de la técnica de "la bella y la bestia" por los vocalistas Sharon Den Adel y Robert Westerholt.
Su segundo álbum de larga duración Mother Earth salió a la venta en el año 2000, caracterizada por abandonar completamente las voces guturales, confiando solamente en la habilidad vocal majestuosa de Sharon Del Adel. El álbum fue un éxito comercial con su sencillo Ice Queen que ocupó los primeros lugares en Bélgica y Holanda. Su tercer álbum The Silent Force llegó al 2004 como un proyecto ambicioso que ofrece una gran orquesta sinfónica y coros de 80 personas que acompañan a la banda. 
El resultado fue otro éxito comercial por Europa y presentó el mundo de guitarras pesadas y vocales femeninas a un público de mayor audiencia. El metal gótico de Within Temptation. El éxito comercial de Within Temptation ha producido la aparición de un número grande de otros grupos con cantante femenina, donde se empezaría a tergiversar el metal gótico con bandas de metal sinfónico que no usarían ninguna inspiración de la subcultura gótica o los pioneros del metal gótico.
Within Temptation y otras formaciones que si pueden considerarse del género, se alejarían paulatinamente del mismo en algunos de sus trabajos, generando aún más confusión en el término.
Más confusión hubo con formaciones como After Forever formados en 1995 o más tarde Epica, formados en el 2002, que solo agregaron voces guturales en su música en sus primeros trabajos, estas formaciones se mueven entre el metal sinfónico y el power metal, inspirado por Therion aunque con ausencia de reminiscencias góticas que hay en algunas de las composiciones de esta banda, centrándose en lo sinfónico. La confusión también es debida al amplio abanico de influencias de estas formaciones y la gran cantidad de mestizaje de subgéneros o géneros que existen en ellas, siendo bastante fácil perderse en la actualidad a unos oídos poco vinculados con la subcultura gótica y teniendo en cuenta los clichés y tergiversaciones que ha sufrido el metal gótico.
La banda Nightwish es otra banda más desligada del metal gótico, siendo una banda de metal sinfónico y power metal exclusivamente, inspirada en un comienzo por bandas como Stratovarius o Helloween en discos como Oceanborn. A pesar de esto, mucha gente de la subcultura gótica ha mostrado interés por ella o bandas similares debido a la influencia que ejercieron bandas como Lacrimosa o Therion en dicha subcultura. Creando un interés por lo sinfónico en algunos seguidores, lejos de tener relación con ella. Siendo otro motivo de confusión a la hora de clasificar en un estilo a estas bandas.

## La escena de cada país

### Escena finlandesa
En Finlandia se gestaría un estilo de metal gótico con mayor acentuación en el heavy metal melódico y en ocasiones el hard rock y glam rock pero a la vez inspiradas en bandas anteriores de metal gótico.
Paradise Lost influyó a este estilo con su álbum titulado Gothic, apareciendo bandas como Sentenced que partirían de un death metal terminando por ser uno de los percusores de esta forma de metal gótico años más tarde, encontrando la influencia de Paradise Lost. El estilo con los años se fue volviendo más melódico hasta lo que es actualmente. Otras bandas populares de esta vertiente son Charon, To/Die/For, Entwine, Sinamore entre otros.
La banda que más éxito comercial ha tenido este género ha sido HIM. La banda ha conseguido llegar a un público mainstream.

### Escena en países de habla hispana
Hay pocas bandas que pertenezcan a países de habla española que hayan tenido una repercusión a nivel mundial dentro del metal gótico. A pesar de ello, en la escena española se han destacado bandas como Gothic Sex de Zaragoza, formada en 1998 y actualmente inactiva. Ellos en sus conciertos trataban de dramatizar escenas irónicas sobre la religión, la perversión, la falsa moralidad, la crueldad, la hipocresía, la absurda violencia, la deformación de los seres entre otros temas, haciendo crítica de todos estos temas a través del “FX-Gore”  llenos de alegorías y símbolos, con una aureola trágico-cómica en todas sus escenificaciones. Gothic Sex fueron teloneros de la banda Umbra Et Imago en una gira por Centroeuropa. 
Quizás la banda más famosa de la escena gótica del metal en España sea Stravaganzza, formada por exmiembros de Saratoga, y que con una temática sentimental y un estilo sinfónico y progresivo, se convirtieron en uno de los proyectos góticos más ambiciosos.
En Venezuela tenemos a la banda Nota Profana, cuya actual vocalista es la exvocalista de Haggard Gaby Koss. Esta banda además de contar con guitarras, bajo y batería, también tiene entre sus miembros toda una orquesta sinfónica, aunque no demasiado grande, sin embargo, en totalidad es una banda de once personas y aunque actualmente no están activos, tampoco están separados. 
Dentro de la escena Argentina podemos nombrar a Vampiria que tuvo un alcance internacional aunque actualmente están separados.
Otra banda a destacar sería Helevorn desde Mallorca (España). La banda se fundó en 1990. Su sonido está inspirado en el doom/gothic que practicaban en sus comienzos Paradise Lost o My Dying Bride. Su primer álbum, Fragments, tuvo excelentes críticas en su país, llegando a girar junto a la banda Swallow The Sun terminando por conseguir tocar en Róterdam (Holanda), en el festival Dutch Doom Day VI.
Entre marzo y abril de 2009 consiguen grabar junto a los productores Jens Bogren y Johan Ornborg (conocidos por haber grabado trabajos a bandas como Katatonia, Opeth o Paradise Lost) su segundo trabajo titulado Forthcoming Displeasures y editado en el 2010. Teniendo una repercusión y crítica favorable en el extranjero.
En el 2002 la banda cambia su nombre a Circus, el cual pasaría luego a Circus A.D. por temas legales. El sonido de la banda da un giro asemejándose al metal gótico finlandés de bandas como HIM o Entwine entre otros.
En el 2003 la banda fue finalista del trofeo Rock Villa de Madrid, y fue banda soporte o telonero de Metallica en el Estadio de la Peineta en Madrid (España). En el 2004 la banda lanza su debut como Circus A.D, un disco grabado en Los Ángeles (Estados Unidos) supervisado por William Faith. Su último trabajo hasta la fecha fue Todavía El Sol, editado en el 2008.
En el nuevo milenio bandas españolas como Son of Sorrow, Diabulus in Música, Antalgia o Secret Signs , esta última telonera de Theatre of Tragedy en su gira de despedida a su paso por Madrid y bandas argentinas como Chrisallys, Bloodparade y Moonlight Requiem han alcanzado éxito relativo.
- Datos: Q178145
- Multimedia: Gothic metal / Q178145